# Trichonotus halstead
Trichonotus halstead är en fiskart som beskrevs av Clark och Pohle, 1996. Trichonotus halstead ingår i släktet Trichonotus och familjen Trichonotidae. Inga underarter finns listade i Catalogue of Life.